# دار الحومرة (طور الباحة)

تعديل مصدري - تعديل

دارالحومرة هي إحدى قرى عزلة طور الباحة بمديرية طور الباحة التابعة لمحافظة لحج، بلغ تعداد سكانها 198 نسمة حسب تعداد اليمن لعام 2004.